# カヤタケ属
カヤタケ属（Infundibulicybe）は、キシメジ科系統群の姉妹群として未確定の科の位置づけにある菌類の属である。 以前はキシメジ科に属していたが、最近の分子系統学ではハラタケ目の中で孤立した位置を占めていることが示された。
カヤタケ属の子実体はハイイロシメジ属様で、吸湿性はない。傘の直径は 1.5～25 cm で、40 cm ほどの大きさに成長することもある。形はへこんだものから漏斗状で、表面はビロード状から微細な鱗片状である。担子器果の色は、白から淡い黄褐色、黄褐色、ピンクがかった黄褐色、黄色がかった、黄褐色、オレンジがかった茶色、赤褐色、灰褐色である。ひだは垂れ込むか深く垂れ込む。この担子菌は、新鮮なときは、かすかに青緑色から甘い芳香で、かすかに樟脳のような匂いがする。胞子紋は白っぽく、胞子は二核菌糸で、滑らかで透明で、ヨウ素反応はない。担子器は4 胞子性で、縁嚢状体はなく、クランプ接続が存在する。森林、草原、高山の生息地で、葉や針葉樹の残骸や土壌上で腐生的に生育する。
カヤタケ属は、傘と柄のクリーム色がかった赤褐色、深く垂れ込むひだ、強く覆われた色素など、ヒダサカズキタケ属といくつかの特徴を共有している。この属の別の種であるI. lateritia は、 チョウノスケソウ（バラ科）と密接に関連のある希少な高山北極種である。

## 分類
この属は以前はハイイロシメジ属に含まれていたが、菌糸体が硝酸塩を還元できず、担子胞子が四集粒を形成せず、涙滴状の形態を持つこと、およびシアノフォビック担子胞子壁を示す種を包含するために、2003年に属レベルに上げられた。この属には、菌類名鑑によると広く分布する19種と、 2016年に記載された中国南西部の高地でのみ知られている1つの新種I. rufaが含まれる。
この属のタイプ種は、命名者ハルマジャによってカヤタケと定義されている。

## 種
- I. alkaliviolascens
- I. altaica[4]
- I. bresadolana[4]
- I. catinus[4]
- I. costata[4]
- I. dryadum[4]
- I. geotropa[4]
- I. gibba[4]（カヤタケ）
- I. gigas[4]
- I. glareosa[4]
- I. lapponica[4]
- I. lateritia[6]
- I. mediterranea[5]
- I. meridionalis
- I. montana[4]
- I. rufa[8]
- I. sinopicoides[4]
- I. splendoides
- I. squamulosa[4]
- I. trulliformis